# B1A4의 깨알플레이어
B1A4의 깨알플레이어는 Mnet에서 방영된 B1A4의 리얼리티 프로그램이다.

## 소개
B1A4가 트위터 팔로워를 늘리기 위해 고군분투하는 리얼리티 코너.

## 시리즈
- 엠블랙의 깨알플레이어
- 인피니트의 깨알플레이어
- B1A4의 깨알플레이어